# Шаша, Леонардо
Леона́рдо Ша́ша (итал. Leonardo Sciasciaо файле) — итальянский писатель и общественный деятель, наиболее известный по  остросюжетным романам о сицилийской мафии.

## Биография
Шаша родился 8 января 1921 года в Ракальмуто, на Сицилии. Дебютировал в 1950 году книгой стихов, о которой впоследствии положительно отозвался Пазолини. В 1953 году ему была присуждена премия Луиджи Пиранделло. В 1975 году избран в городской совет Палермо как независимый кандидат от Итальянской коммунистической партии, но порвал с ней из-за своего неприятия любого сотрудничества с Христианско-демократической партией. В 1979—1983 годах входил в итальянский Парламент. Позднее был членом Европарламента по списку Радикальной партии. В области художественной литературы работал в основном в жанре «Eurocrime». Книги Шаши часто вызывали бурную полемику — порой даже на международном уровне. После скандала, разразившегося в связи с выходом романа «Контекст», приобрел репутацию Кассандры. Умер 20 ноября 1989 года в Палермо.

## Писатель в кино
Многие произведения Леонардо Шаши были экранизированы такими режиссёрами, как Элио Петри (Каждому своё, 1967; Тодо модо, 1976), Дамиано Дамиани (Сова прилетает днём, 1968), Франческо Рози (Сиятельные трупы, 1976), Джанни Амелио (Открытые двери, 1990) и др.

## Избранная библиография
- 1950 — Сказки о диктатуре / Favole della dittatura
- 1956 — Церковные приходы Регальпетры / Le parrocchie di Regalpetra
- 1957 — Смерть Сталина
- 1960 — Сицилийские родичи / Pirandello e la Sicilia
- 1961 — День совы (Сова прилетает днём) / Il giorno della civetta
- 1961 — Антимоний / L’antimonio
- 1963 — Египетская хартия / Il consiglio d’Egitto
- 1964 — Смерть инквизитора / La morte dell’inquisitore
- 1966 — Каждому — своё / A ciascuno il suo
- 1971 — Контекст / Il contesto
- 1974 — Любой ценой / Todo modo
- 1975 — Палермские убийцы
- 1976 — Исчезновение Майораны / La scomparsa di Majorana
- 1978 — Дело Моро / L’affaire Moro
- 1977 —  Кандид / Candido, ovvero Un sogno fatto in Sicilia
- 1979 — Сицилия как метафора / La Sicilia come metafora
- 1981 — Театр памяти / Il teatro della memoria
- 1989 — Самая простая история / Una storia semplice